# Festival Internacional de Cine de Marsella
El Festival Internacional de Cine de Marsella (también conocido como FIDMarseille) es un festival de cine documental que se celebra anualmente desde 1989 en Marsella, Francia. El festival otorga grandes premios en categorías internacionales y nacionales.
El Festival Internacional de Cine de Marsella es parte de Doc Alliance, una asociación creativa entre 7 festivales de cine documental europeos clave.

## Funcionamiento
La primera edición del festival tuvo lugar en 1990 y se tituló Biennale Européenne du Documentaire (en español Bienal Europea de Documentales). A partir de la segunda edición, el festival pasó a llamarse Vue Sur les Docs (en español Panorama de los Documentales), convirtiéndose en FIDMarseille en 1999.
El festival cuenta también con un laboratorio de proyectos, el FIDLab, que selecciona cada año diez películas en desarrollo.
FIDMarseille forma parte del proyecto Doc Alliance desde 2012. El festival se une a la cooperación de los festivales Visions du réel, Planete Doc Film Festival Varsovia, DOK Leipzig, IDFF Jihlava y CPH:DOX Copenhague.
Cada año se presentan unas 2.500 películas para su selección.